# Station Buchholz (Nordheide)
Station Buchholz (Nordheide) (Bahnhof Buchholz (Nordheide)) is een spoorwegstation in de Duitse plaats Buchholz in der Nordheide, in de deelstaat Nedersaksen.
Het station ligt aan de spoorlijn Wanne-Eickel - Hamburg, bijgenaamd Rollbahn en de spoorlijn Walsrode - Buchholz, bijgenaamd Heidebahn. 

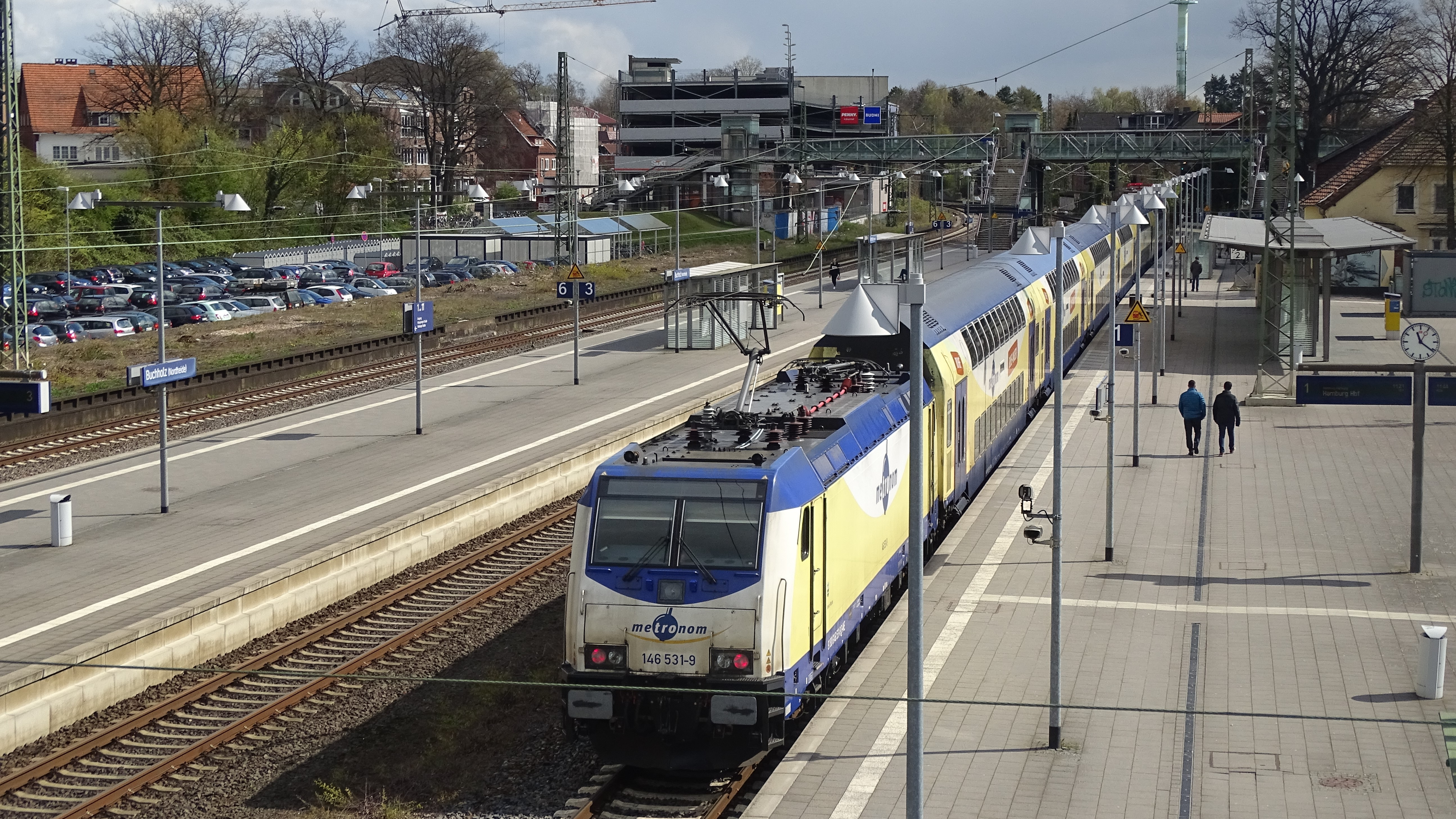
Trein RE4 met bestemming Hamburg Hauptbahnhof op spoor 1

De spoorlijn Bremerhaven-Wulsdorf - Buchholz is opgebroken en de in 1981 voor reizigersvervoer gesloten spoorlijn Buchholz - aansluiting Allermöhe (langs Jesteburg) wordt gebruikt door goederentreinen van en naar het uitgestrekte rangeerstation Maschen Rangierbahnhof. 
Op het station stoppen alleen treinen van metronom en Erixx. Het station is een vorkstation en telt twee perrons met vier perronsporen.

## Treinverbindingen
De volgende treinseries doen station Buchholz (Nordheide) aan:
| Serie | Treinsoort                  | Route                                                                                           | Bijzonderheden |
| ----- | --------------------------- | ----------------------------------------------------------------------------------------------- | -------------- |
| RE 4  | Regional-Express (metronom) | Bremen Hbf – Rotenburg (Wümme) – Buchholz (Nordheide) – Hamburg-Harburg – Hamburg Hbf           |                |
| RB 38 | Regionalbahn (Erixx)        | Buchholz (Nordheide) – Soltau (Han) – Walsrode – Hannover Hbf                                   |                |
| RB 41 | Regionalbahn (metronom)     | Hamburg Hbf – Hamburg-Harburg – Buchholz (Nordheide) – Tostedt – Rotenburg (Wümme) – Bremen Hbf |                |

Ten noordoosten van het station bevindt zich het ZOB (Zentraler Omnibus-Bahnhof, busstation) van de stad. Van hier vertrekken streekbussen naar diverse plaatsen in de omgeving, waaronder Hamburg-Harburg, Winsen en Rosengarten. Ook vertrekken hier vandaan in het toeristenseizoen gratis toegankelijke, van een fietsenrek voorziene, bussen naar de Lüneburger Heide (Heide-Shuttle)
Op 4 juni 1939 gebeurde bij Buchholz een ernstig treinongeluk. Twee treinen botsten op elkaar. Daarbij kwamen 15 mensen om het leven, en 23 raakten gewond.
Het uitgestrekte rangeerterrein aan de zuidrand van het station is opgebroken en heeft plaats gemaakt voor o.a. een woonwijk. 